# Ясмила Жбанич
Ясмила Жбанич (на босненски: Jasmila Žbanić; родена на 19 декември 1974 г., Сараево, СФРЮ) е босненски кинорежисьор. Жбанич придобива световна известност с филма си „Гърбавица“, удостоен със „Златна мечка“ на Берлинския кинофестивал през 2006 г. Друг неин филм, „На пътя“, участва в конкурсната програма на Берлинския кинофестивал през 2010 г.

## Биография
Ясмила Жбанич е родена през 1974 г. в Сараево в босненско-мюсюлманско семейство.
Завършва паралелка по театрална и кинорежисура в Академията за сценични изкуства в Сараево. За известно време работи като кукловод в театър „Хляб и кукла“ в американския щат Върмонт, а след това и като клоун в работната група на Ли Ди Лонг. След завръщането си в Босна и Херцеговина през 1997 г. Жбанич основава художествената асоциация „Деблокада“ и започва създаването на документални и късометражни филми. Творбите ѝ започват да се показват на множество филмови фестивали и изложби по целия свят: Манифест 3 в Словения през 2000 г., Kunsthalle Fridericianum в Касел през 2004 г., Истанбулското биенале през 2003 г.
Филмът на Жбанич от 2006 г. Гърбавица печели Златната мечка на 56-ия Международен филмов фестивал в Берлин и е номиниран за наградата на Европейската филмова академия за 2006 г. в категориите Най-добър европейски филм и Най-добра актриса.

## Филмография
- Autobiografija – 1995 г.
- Poslije, poslije – 1997 г.
- Noć je, mi svijetlimo – 1998 г.
- Ljubav je... – 1998 г.
- Red Rubber Boots – 2000 г.
- Sjećaš li se Sarajeva – 2003 г.
- Images from the Corner – 2003 г.
- Birthday – 2004 г.
- Grbavica – 2006 г. (режисьор, сценарист)
- Na putu – 2010 г. (режисьор, сценарист)
- For Those Who Can Tell No Tales – 2013 г. (режисьор, сценарист)
- Otok ljubavi – 2014 г. (режисьор, сценарист)

## Награди
- „Златна мечка“ на филмовия фестивал в Берлин през 2006 г. за „Гърбавица“
- Награда на екуменическото (християнско) жури (конкурсна програма) на Берлинския филмов фестивал 2006 за „Гърбавица“
- Peace Film Award на филмовия фестивал в Берлин през 2006 г. за „Гърбавица“
- „Големият печат“ ZagrebDox за „Images from the Corner“
- Премия Сорос на Центъра за съвременно изкуство за „Autobiografija“
- Премия Сорос на Центъра за съвременно изкуство за „Poslije, poslije“
- Специална награда на филмовия фестивал в Сараево за „Noć je, mi svijetlimo“
- Награда на журито на фестивала New York Expo Film за „Noć je, mi svijetlimo“